# Voutré
Voutré är en kommun i departementet Mayenne i regionen Pays de la Loire i nordvästra Frankrike. Kommunen ligger i kantonen Évron som tillhör arrondissementet Laval. År 2022 hade Voutré 905 invånare.

## Befolkningsutveckling
Antalet invånare i kommunen Voutré
| Referens: INSEE |